# سرش

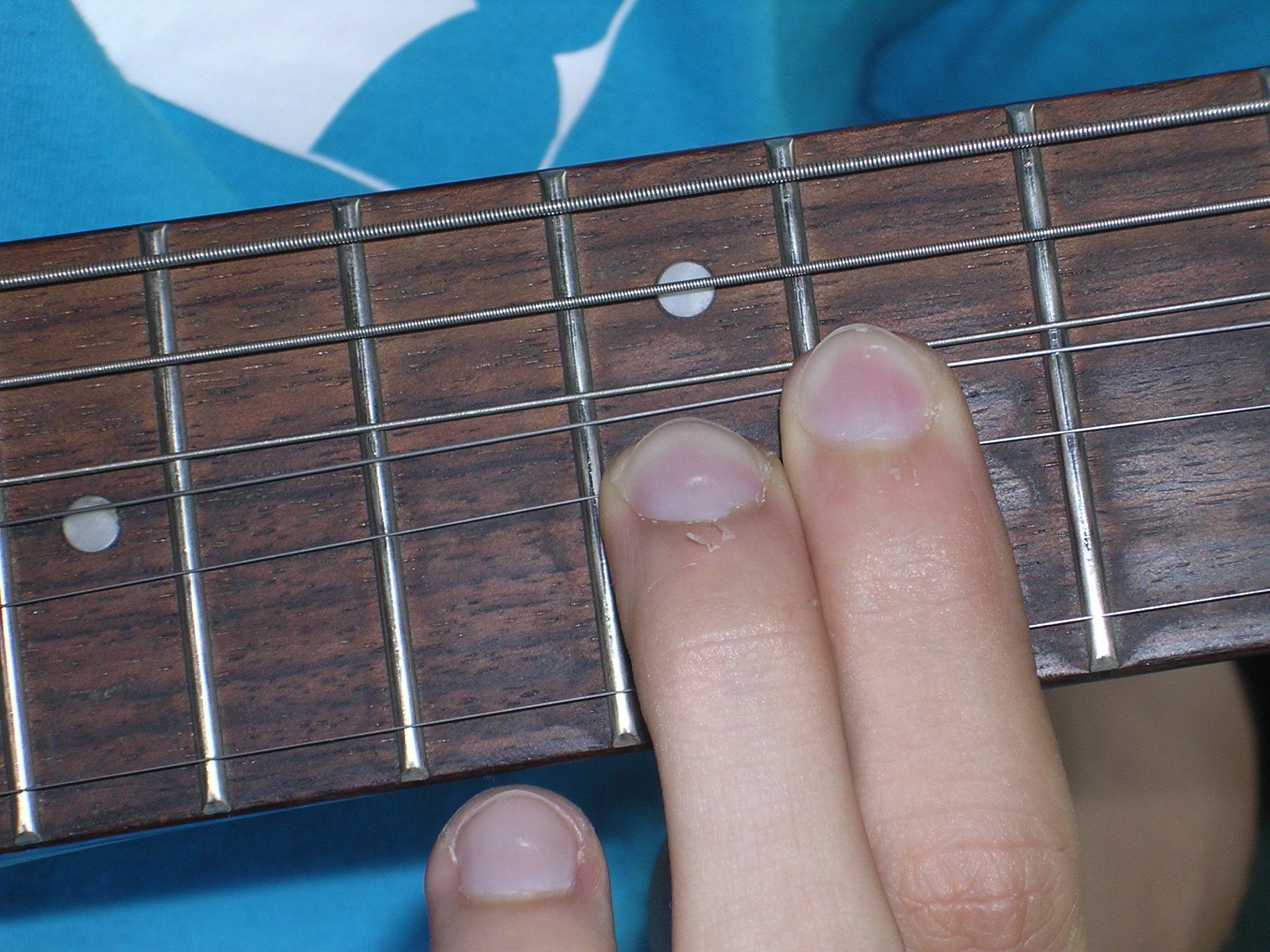
ویبره یاویبراسون کردن درحدیک پرده

سُرِش یا پورتامنتو (به ایتالیایی: portamento) به معنی «حمل»، فنی در اجرای موسیقی است که در آن نوازنده یا خواننده محدوده‌ای صوتی را به صورت سراندن و با گذر از یک ارتفاع صوتی اجرا می‌کند.
نام غربی آن از عبارت ایتالیایی «portamento della voce» (حمل آوا) گرفته شده‌است که از سدۀ ۱۷ میلادی رواج یافته است. تقلید از سرش، از همان دوران در ویولن، سازهای بادی و گاهی با استفاده از نت‌های زینت اجرا می‌شد. 